# Jude Arogundade
Jude Ayodeji Arogundade (ur. 2 czerwca 1961 w Oka-Akoko) – nigeryjski duchowny katolicki, biskup Ondo od 2010.

## Życiorys

### Prezbiterat
Święcenia kapłańskie przyjął 8 września 1990 i został inkardynowany do diecezji Ondo. Po święceniach pracował w parafiach w Ondo i Ile-Oluji. W 1998 wyjechał do Nowego Jorku i podjął pracę w kilku tamtejszych parafiach.

### Episkopat
15 lutego 2010 papież Benedykt XVI mianował go biskupem koadiutorem Ondo. Sakry biskupiej udzielił mu 6 maja 2010 ówczesny ordynariusz tejże diecezji - biskup Francis Alonge.
26 listopada 2010 objął rządy w diecezji.